# Castello di Inici
Il castello d'Inici è un castello che sorge nel lato sud del Monte Inici in Val di Mazara, in località Inici, nel territorio del comune di Castellammare del Golfo. Nel XVI secolo fu proprietà dei Sanclemente, baroni di Inici.

## Storia

### Le origini mitiche
Circa l'origine del castello sono due le ipotesi più accreditate: secondo lo storico Tummarello fu al centro della mitica città di Inico, un antichissimo insediamento di origine verosimilmente preromana, dalla quale trae il suo nome essendone stato il castello; lo storico Pietro Longo e molti altri sostengono invece che alle falde del Monte Inici, dove oggi sorge il castello, sia esistita l'antichissima città di Atala, fondata dal troiano Aceste in onore della moglie e adducono come prova il fatto che, ai loro tempi, lungo il confine tra il feudo 
di Inici e quello di Balata, nella parte sud-ovest "sotto il cosiddetto Beveratoio dei Parchi, si trovano rottami di tegoli, mattoni, avanzi di antiche fabbriche e anche alcuni zoccoli di colonne".

### Dall'XIII al XV secolo
Dopo la sua costruzione, avrebbe visto il susseguirsi di più proprietari. Col tempo, attorno alla torre del castello si sarebbe poi sviluppato il primo cortile; questa torre, nella quale fu ospitato Carlo V d'Asburgo nel 1535, si ipotizza sia stata edificata nell'anno mille, come si apprende da una delle lapidi del castello: 
La torre è crollata nel 1998.
In epoca sveva troviamo un primo feudatario che, a detta del Barberi, sembra essere stato il dominus Nicoletto Asmundo, abitante in Calatafimi e falconiere dell'imperatore Federico II, il quale vendette il territorio con terre lavorative, selva e foresta denominato Inici (non si parla però né di un castello né di una torre) a Gilberto Abate, di Trapani, per la somma di 1750 tarì l'8 marzo 1234. A partire da questa data il territorio di Inici rimase alla famiglia Abate fino al 1349: il 13 gennaio di quell'anno moriva infatti Filippa De Milite, moglie di Nicola Abate, la quale aveva ereditato Inici il 5 febbraio 1348.

### Dal XV al XVI secolo

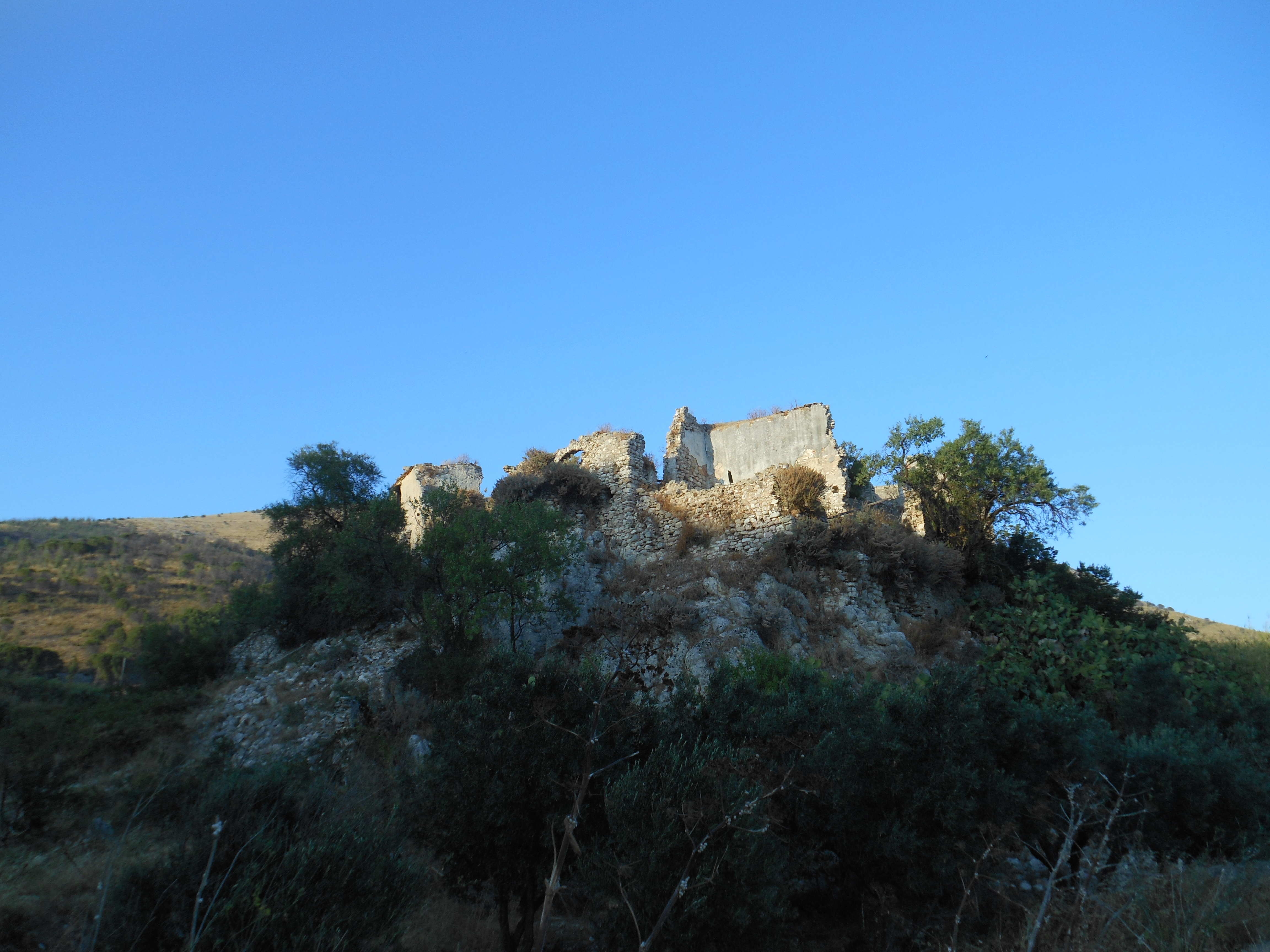
Lato occidentale del castello di Inici

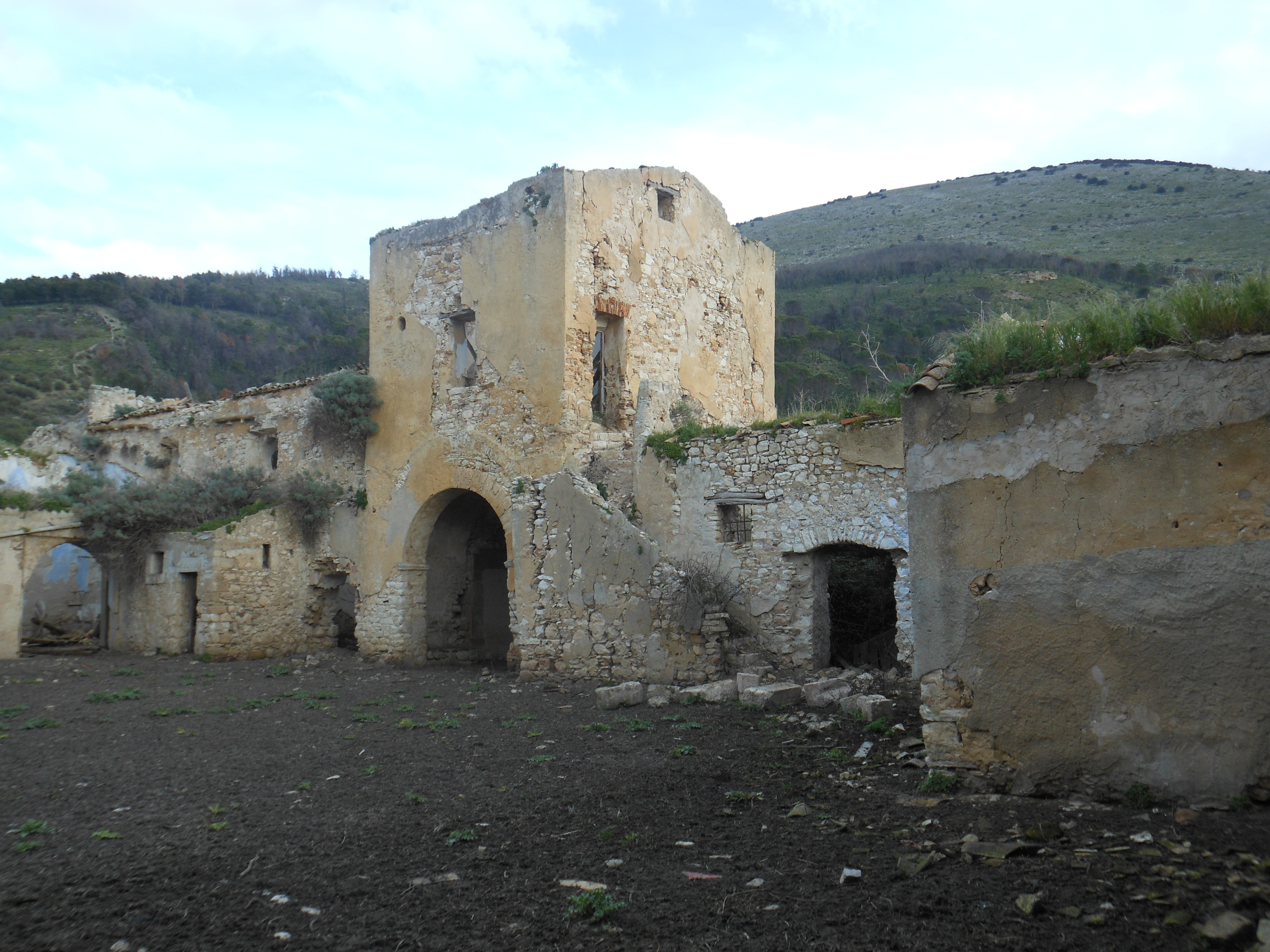
Torre del XVI secolo situata tra i due cortili e adiacente alla chiesa

Nel 1408 furono proprietari del territorio di Inici i Mannina; dopo il matrimonio tra Bartolomea Mannina e Giovanni Sanclemente, Inici passò ai Sanclemente, che ne diventarono baroni. Apprendiamo infatti da Giuseppe Castronovo che:
 Pertanto Inici divenne - insieme a Bayda ed Arcodaci - baronia feudale nel territorio sotto la giurisdizione di Monte San Giuliano. I cittadini Erice avevano - in questi feudi - il diritto, spesso contrastato dai baroni, di legnagione e cacciagione. Ancora nel XVI secolo sembra che la doppia corte non vi fosse e che quindi la struttura si articolasse su un unico cortile e che tuttavia - come scrive lo storico ericino Antonio Cordici - a partire dal 1574 comprendesse una chiesa adiacente ad una torre verosimilmente risalente allo stesso periodo. In questo periodo il castello divenne luogo di sosta e ricovero dei viaggiatori in transito verso Trapani o verso Palermo.
Prima notizia certa riguardante la torre di Inici si riferisce ad un episodio del XVI secolo. Nel 1535, dopo aver condotto con successo la conquista di Tunisi, Carlo V d'Asburgo passò da Inici, dove fu ospitato per una notte da Giovanni Sanclemente, suo compagno d'armi a Tunisi, e alloggiato in una stanza della torre, nella quale - in memoria dell'evento - si tenne pendente dalla parete il suo ritratto. L'imperatore passeggiò tra gli uliveti di quel feudo e si fermò all'ombra di un vecchio ulivo. Presso quell'albero sgorgava un ruscello, che venne chiamato in suo onore l'Acqua dell'Imperatore.

In quella occasione, il poeta alcamese Sebastiano Bagolino scrisse alcuni versi celebrativi del momento:
Nel 1597, Donna Allegranza Sanclemente donò, insieme ad altre proprietà, il castello e il territorio di Inici ai Gesuiti.

### Dal XVII al XVIII secolo

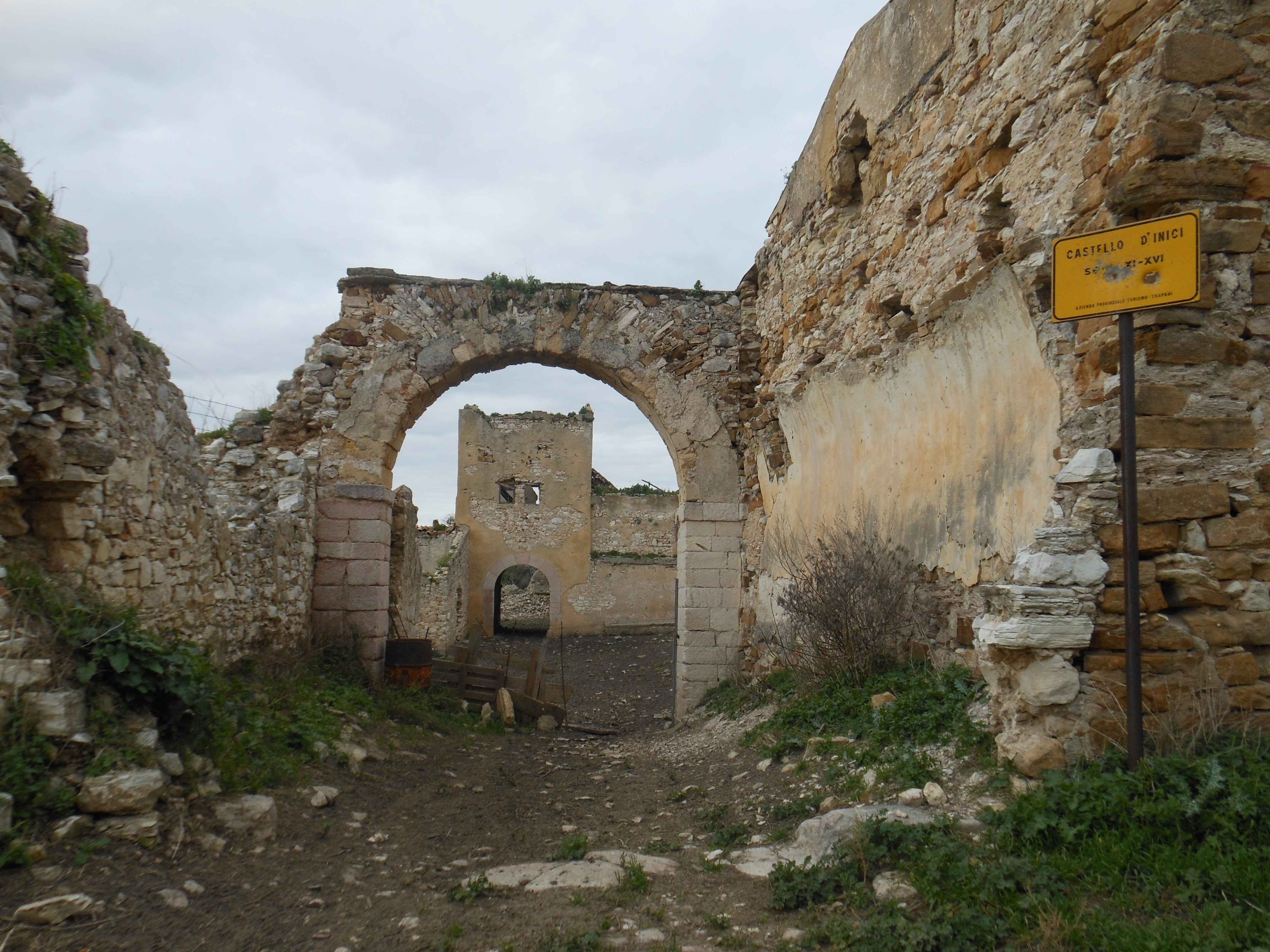
Ingresso del castello di Inici: si trattava di un passaggio coperto da una volta a botte e delimitato da due archi in pietra calcarea; la volta e uno dei due archi sono crollati a seguito del terremoto del 1968

All'inizio del XVII secolo, dopo la morte della baronessa, avvenuta il 5 maggio del 1599, i Gesuiti presero possesso del castello e del feudo. Con il loro avvento, alla corte principale se ne affiancò una seconda sulla quale si affacciavano le stalle e nuovi magazzini; della struttura a doppia corte ne abbiamo notizia grazie alla carta di Samuel von Schmettau del 1720.
Negli anni in cui Inici appartenne alla Compagnia di Gesù, tanto il castello quanto il feudo conobbero un periodo di prosperità; grazie alla scrupolosa amministrazione del Collegio di Trapani si registrò infatti un notevole sviluppo agricolo ed economico: i gesuiti resero questo vastissimo latifondo una delle aziende agricole più produttive della Sicilia.

### Dal XVIII al XIX secolo
Dopo la cacciata dei Gesuiti nel novembre del 1767, il castello fu acquistato, insieme al ex-baronia, il 20 febbraio 1780 per la somma di 35000 onze da Giuseppe Pappalardo, prestanome del marchese Agostino Cardillo, figlio di un funzionario di Carlo III che era stato di recente nobilitato.
Fino al 1870 il castello rimase ai Cardillo per passare poi agli Alliata. A questo periodo risalgono opere di rinnovamento e ampliamento che hanno interessato la corte interna.

### Dal XX secolo ad oggi
Ancora nel 1960 l'enorme complesso del castello risultava abitato; nel censimento del 1961 gli abitanti risultavano infatti essere una cinquantina e il castello, articolato com'è in due cortili, fungeva un po' da centro della contrada che, nel censimento dello stesso anno contava circa 400 abitanti. Nel castello erano l'ufficio postale, la caserma dei carabinieri e la scuola. Il terremoto del 1968 danneggiò molto gravemente l'intera struttura che negli anni successivi conobbe un periodo di crescente abbandono che portò, nel 1998, al crollo della torre medievale.

## La cappella
Nella parte centrale del castello, adiacente alla torre che collega i due cortili, si trova una cappella. A partire dal XVII secolo tale cappella - insieme al castello ed a una porzione della baronia -  passò al collegio dei Gesuiti di Trapani, che fu attento nell'adattarla ai canoni del sofisticato barocco siciliano, arricchendola di stucchi e affreschi: nel 1738 fu affidato al pittore trapanese Domenico La Bruna l'incarico di realizzare sulle pareti della cappella una serie di affreschi raffiguranti la vita dei Santi. Alcuni ambienti del castello con l’annessa cappella vennero utilizzati come luogo di ritiro e di ascesi religiosa, ed in tale senso risulta significativo il ciclo di immagini affrescato: non sembra infatti di essere dinanzi ad una semplice cappella destinata ad assolvere al diritto di messa per i contadini del feudo. Oggi questi affreschi sono conservati nella Chiesa Madre di Castellammare del Golfo.